# باشگاه فوتبال رستاخیز خرمشهر
باشگاه فوتبال رستاخیز خرمشهر یک تیم فوتبال ایرانی از شهر خرمشهر بود.

## پیشینه
این تیم در دهه ۱۳۵۰ در فوتبال ایران فعال بود و در فصل‌های ۱۳۵۵ و ۱۳۵۶ در دسته دوم جام تخت‌جمشید حاضر بود. رستاخیز در فصل ۱۳۵۶ موفق به صعود به دسته اول شد و در فصل ۱۳۵۷ جام تخت‌جمشید حاضر بود. رستاخیز در این مسابقات بازی‌های خوبی از خود به نمایش گذاشت و در تهران مدافع عنوان قهرمانی، پاس را مغلوب و با تیم پرسپولیس مساوی کرد. در پی ناتمام ماند جام تخت‌جمشید به دلیل انقلاب ۱۳۵۷ فعالیت‌های تیم رستاخیز نیز متوقف شد.